# ジョヴァンニ・グッソーネ

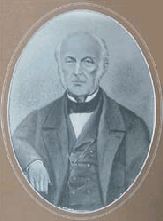
Giovanni Gussone

ジョヴァンニ・グッソーネ（Giovanni Gussone、(1787年2月8日 - 1866年1月14日）はイタリアの植物学者である。

## 生涯
ヴィッラマイナで生まれた。ナポリ大学で医学を学び、1811年に学位を得た。植物学に興味を持ち、1810年に植物学者で元ナポリ植物園長のミケーレ・テノーレと知り合い、1812年にテノーレの助手となった。テノーレとともに新種植物の研究に取り組み、テレーネはグッソーネの名前を、Erodium gussoniやOrnithogalum gussoniiやScutellaria gussonii に献名した。グッソーネはテレーネに Centaurea tenorei や Statice tenoreana に献名した。
1817年にカラブリア公爵によって、パレルモ近くにボッカディファルコ実験農園の設立を命じられた。アラビアから伝わった柑橘類の栽培などが試みられた。1825年にカラブリア公爵がナポリ王になるとグッソーネはナポリの宮廷付の植物学者（Hofbotaniker）に任命された。イタリアや海外を旅して植物を研究した。1861年にヴィットーリオ・エマヌエーレ2世によってナポリ大学の名誉教授に任じられた。
『ナポリの植物』（"Flora Napolitana" (1811–1838)）、『シチリアの植物序論』（"Florae siculae prodromus" (1827–1828)）、『希少植物』（"Plantae rariores" (1826)）、『シチリアの植物』（"Flora sicula" (1829)）、『シチリアの植物概論』（"Florae siculae synopsis" (1842–1845)）、"Enumeratio plantarum vascularium in insula Inarime" (1855)などの多くの著書がある。